# Francisco Brennand
Francisco de Paula Coimbra de Almeida Brennand, conosciuto come Francisco Brennand (Recife, 11 giugno 1927 – Recife, 19 dicembre 2019), è stato uno scultore e pittore brasiliano, noto principalmente per le sue opere in ceramica, gran parte delle quali esposte nella Oficina Brennand a Recife.

## Biografia
Lasciati gli studi di diritto, si dedicò interamente per qualche tempo alla pittura a olio; ebbe come ispiratori, fra gli altri, Paul Gauguin, Joan Miró, Henri Matisse. Nel 1947 e nel 1948 vinse il primo Premio di Pittura del Museo Statale del Pernambuco. Negli anni successivi si recò in Europa per conoscere da vicino l'arte dei suoi Paesi.
Tornato nel Paese natale prese a interessarsi concretamente di un altro mezzo di espressione: la ceramica, che gli consentì di entrare finalmente in una dimensione più congeniale alle sue potenzialità espressive. Nel 1953 completò uno stage di ceramica artistica a Faenza e nel 1955 partecipò alla III Biennale di Barcellona.
Nel 1962 realizzò una delle sue più significative opere, La Battaglia di Guararapes (Batalha dos Guararapes), un pannello in ceramica commissionatogli dal Banco da Lavoura de Minas Gerais. Nel 2000 la città di Recife, in occasione dei 500 anni della scoperta del Brasile, gli commissionò il Parco delle Sculture (Parque das Esculturas), complesso di opere ammirabili nel porto di Recife Antigo.
Fra gli altri premi, vinse nel 1993, secondo brasiliano nella storia, l'Inter-American Price of Culture "Gabriela Mistral", per la continuità e singolarità del suo lavoro (Organização dos Estados Americanos, Washington, USA). 
Brennand è morto nel dicembre del 2019, ultranovantenne, per le complicazioni di una polmonite. 

## L'Oficina Brennand

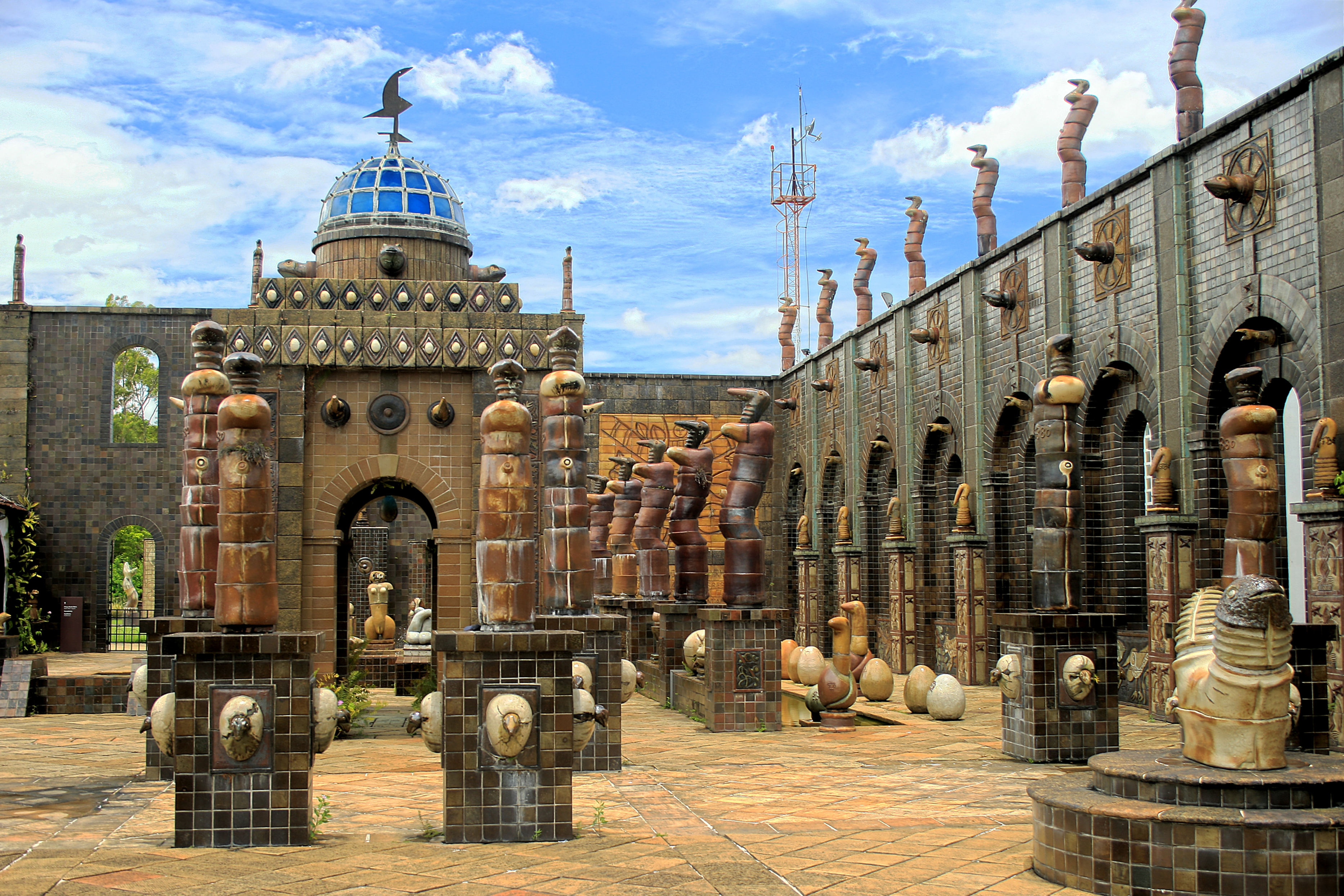
Oficina Brennand, la zona che ospita il Tempio con l'Uovo Cosmico Primordiale (sospeso al di sotto della cupola del Tempio)

Nel 1971 l'artista ristrutturò una vecchia fabbrica di mattoni di proprietà del padre, la Cerâmica São João da Várzea in Recife, dando inizio a un vasto progetto tematico di sculture in ceramica. Nel 2005 il complesso si presentava già come un luogo unico al mondo, con più di 2000 opere distribuite fra spazi aperti e chiusi, giardini e sale.
Lo spazio richiama quello di una città sacra abbandonata, nella quale le sculture ne definiscono gli spazi e al contempo vi aggiungono significato. È un luogo dai richiami mistici e mitologici, a volte misterici, con citazioni di autori cari a Brennand, come per esempio Jorge Luis Borges, Ralph Waldo Emerson, Francesco d'Assisi.
Si distinguono: il Tempio Centrale (con la cupola e l'uovo cosmico); la Piazza Burle Marx (con giardino disegnato da Burle Marx e sculture dell'autore); l'Anfiteatro (con pavimenti in ceramica dell'autore); il Salone delle Sculture; l'Accademia (con disegni e pitture); l'Auditorio Heitor Villa-Lobos.
Lo spazio è aperto al pubblico.

## Esposizioni
- Oficina Brennand, Recife
- Parque das esculturas, Piazza Marco Zero, Recife
- Aeroporto Internazionale di Guararapes, Recife
- 18th São Paulo Art Biennial - 1985
- 20th São Paulo Art Biennial - 1989
- Pinacoteca do Estado de São Paulo - 1998
- Casa França-Brasil, Rio de Janeiro - 2000
- Oscar Niemeyer Museum, Curitiba – 2004
- Museo di Arte Moderna Aloísio Magalhães, Recife